# Sheng (slang)
Lo sheng è un patois di derivazione mista inglese e swahili, con contaminazioni di altri linguaggi come il Bantu, nato a Nairobi e diffuso nelle principali città keniote . 
Variabile nelle inflessioni secondo l'area in cui è parlato, è usato soprattutto dai giovani, e in alcune manifestazioni artistico-musicali. 